# Andrei Veis
Andrei Veis (6 aprile 1990) è un ex calciatore estone, di ruolo difensore.